# Битоит
Битоит (ум. после 63 года до н. э.) — телохранитель и убийца понтийского царя Митридата VI.

## Биография
По происхождению был галатом и служил при дворе царя Митридата VI, как командующий отряда галатской стражи. В 63 году до н. э. Митридат VI и две его младшие дочери, царевны Митридатисса и Ниса находились во дворце и приняли яд, от которого девушки скончались. На Митридата  VI яд не действовал из-за выработанного иммунитета, который был им выработан ещё с малых лет.
Опасаясь попасть в плен, царь обратился к Битоиту и приказал ему убить себя, который заколол его мечом. О дальнейшей судьбе Битоита история сведений не сохранила.